# حماية التراث الثقافي وسلامة الزوار
التراث الثقافي هو ثروة فريدة، يتطلب اهتماما خاصا، من الناحية الأمنية، من أجل ضمان مستوى كاف من الحماية.
هذه الحاجة يمكن ان تلبى، في معظم الحالات، باستخدام نظم وتكنولوجيات وخدمات ذات صلة بالأمن، والتي أصبحت على شكل متزايد جزءا لا يتجزأ من حماية وحفظ التراث الثقافي.

## الوضع التنظيمي
في جميع بلدان العالم تتطور باستمرار تشريعات أكثر تفصيلا وشمولا عن سلامة الممتلكات الثقافية. ولكن هذه يمكن أن تكون فعالة، ليس فقط كأداة للتعامل مع الأحداث المفاجئة والكارثية، ولكن أيضا باعتبارها مجموعة من جهود الحفظ الوقائية لهذه الممتلكات.
هذه النظم ترتبط ارتباطا وثيقا بتطورات التكنولوجيا والإلكترونيات، ولهذا فهي تخضع لابتكارات مستمرة التي تتطلب مهارات في قطاعات مختلفة مثل الإلكترونيات، والفيزياء، والاتصالات السلكية واللاسلكية، والحوسبة، والهندسة، والتكنولوجيا، والإعلام... الخ.

### قضايا
في مجال الأمن، هناك الكثير من القضايا التي يجب على المؤسسات مواجهتها للحفاظ على التراث الثقافي.
يجب أن تكون المباني محمية: من السرقة والاقتحام، ومنح الدخول بغير تصريح، والتخريب، والتلف، ومن أضرار الحرائق وغيرها من الكوارث، ويجب ضمان سلامة الزوار والموظفين.
لضمان حماية التراث الثقافي، ينبغي معرفة جيدة للممتلكات التي يتعين حمايتها، وضرورة استخدام أنظمة أمن متكاملة. لان النهج الغير صحيح، لا يستطيع حماية التراث من التلف أو السرقة ويعيق قابليته للاستخدام.

### أنظمة الأمن والحماية
هناك وسائل مختلفة لحماية الزوار والممتلكات. الهيكل العام لنظام متكامل للأمن يُعزى أساسا إلى أربعة عناصر رئيسية، وهي:
- التجهيزات اللازمة
- مركز العمليات
- شبكة الاتصالات السلكية واللاسلكية
- نظام الإشراف المادي

ينبغي ان يكون هناك تمييز واضح بين نظم الأمن والسلامة. لأن نظم الأمن تتمثل في التجهيزات ضد الاقتحام، وفي أجهزة الإنذار ضد السرقة، وفي كاميرات المراقبة. أما نظم السلامة فتتمثل في أنظمة الكشف عن الحريق والغازات السامة والخطرة.
كلا المنظومتين الأمنيتين تتكاملان من خلال شبكات تواصل مناسبة. البيانات ونظم الإشراف والرقابة ينبغي أن تكون مركزية لضمان الأداء الوظيفي العالي، الموثوقية، التي هي ميزة هامة لضمان سلامة التراث الثقافي.
الأمن الإلكتروني والأمن المادي يجب أن يكمل كل منهما الآخر بالاعتماد على عنصر أخر وهو التدخل البشري. في حين أن الأمن الإلكتروني يكشف عن أية محاولة تخريب أو تطفل، من ناحية أخرى الأمن المادي يجب أن يكون قادر على ضمان صمود الحواجز حتى التدخل البشري على الأقل، والذي يحدث بسبب الإنذارات الإلكترونية.

### تكنولوجيا ونظم
نظام أمني فعال ومتكامل من حيث التكنولوجيا يتكون من:
- نظم إنذار ضد السرقة والتخريب
- نظم مراقبة المداخل
- نظم مراقبة بالفيديو
- نظم كشف الحرائق ونظم إخماد
- نظم الرصد البيئي
- نظم مراقبة الزوار
- نظام الإشراف على النظم التكنولوجية

#### نظم إنذار ضد السرقة
نظم الإنذار ضد السرقة تتسم بالكفاءة والموثقية للوقاية والسيطرة على مناطق معينة. بهدف منع حدوث أحداث خطيرة على الأشخاص والممتلكات، مثل التخريب والسلب والسرقة وغيرها من الأحداث. 
كل موقع من المواقع ينبغي حمايته حسب احتياجاته الفريدة والمميزة. مثلاً لحماية الأعمال الفنية داخل المتاحف ومساحات العرض، هناك نظم مختصة بمراقبة سلوك الزوار والتي تهدف أيضاُ إلى تفادي سرقة الأعمال الصغيرة التي من السهل إخفاؤها.
بالنسبة للمناطق الأثرية، والنوافير والساحات والتماثيل، والأعمدة، الخ. هناك أنظمة متخصصة لكشف عمليات التطفل في مسافات محددة حول الأعمال الفنية، وخصوصاً في الليل.

#### أنظمة مراقبة الدخول
هذا النظام يوفر مراقبة وتنظيم لدخول وخروج الزوار في موقع معين. وهو قادر على زيادة عامل السلامة بتقيد الدخول فقط للأشخاص الذين يمكنهم إثبات الحق في الدخول.
اختيار نظام معين ليس مهمة سهلة، لأن كل موقع يتطلب تطبيق مختلف والذي يجب أن يتكيف مع متطلبات الموقع. 
هذا النظام غير قادر على مراقبة الزوار خارج المناطق المحمية، والتي هي مهمة أجهزة الأمن المادية مثل الحواجز.
جميع أنواع النظم تستخدم نفس المبدأ وهو التعرف على شِفرة أو غيرها من القياسيات الحيوية مثل حجم الوجه، والبصمة والصوت أو غيره. هذه المعلومات التي يحصل عليها الجهاز القارئ، تُنقل إلى وحدات معالجة لتحقق من صحتها. ومن ثم تُرسل الأوامر لفتح آلية قفل حاجز مادي.
اختيار نظام معين يأخذ في الاعتبار البيئة التي يجب أن العمل فيها، والمستوى الأمني المطلوب واحتياجات المستخدم.

#### أنظمة مراقبة فيديو
الدوائر التلفزيونية المغلقة وأنظمة المراقبة بالفيديو (يشار إليها باختصار TVCC)، تمثل وسيلة اقتصادية موثوقة لحماية التراث. وهي تمثل حل مناسب لمواجهة ارتفاع تكاليف العمالة ونقص الموارد البشرية المتخصصة، ولحل القضايا الأمنية، وللحد من عدد الموظفين اللازمين للتعامل معها.
الهدف الرئيسي من نظام الدوائر التلفزيونية المغلقة، ليس فقط في اعتقال المخالفين بل أيضاً وسيلة لردعهم.
نظام الدوائر التلفزيونية المغلقة يلعب دورا رئيسيا في السيطرة بدقة على جميع المناطق الحساسة في الموقع المراد حمايته.
ميزة الدوائر التلفزيونية المغلقة هي في قدرتها على الاندماج مع النظم الأمنية الأخرى (ضد السرقة ومراقبة الدخول) وإمكانيتها في رصد المناطق النائية التي تعاني من مشاكل أمن محتملة. بالإضافة إلى أن الدوائر التلفزيونية المغلقة مفيدة جدا عند استخدامها بالاقتران مع نظم السلامة (مثل جهاز كشف الحرائق)، عن طريق إظهار المناطق التي تبث ناقوس الخطر والتأكد من صحة التنبيه نفسه. 
الهدف من الدوائر التلفزيونية المغلقة هو عرض الأحداث الجارية في وقت حقيقي.
هذه النظم مفيدة جدا في التحليل التلقائي للصور، وعلى سبيل المثال يمكن أن تتعرف تلقائيا على زائر يتقرب بطريقة مشبوهة إلى عمل فني. هذه النظم تحلل المعلومات بطريقة مماثلة لموظفي الإشراف. كان من الصعب رصد صور (عشرات أو مئات الكاميرات) من قبل
موظفين الإشراف ولكن هذا النوع من النظم يؤدي هذه المهمة بطريقة تلقائية تاركا لموظف الإشراف عدد أصغر من الحالات لتحليلها.

#### أنظمة كشف وإطفاء الحرائق
الأماكن المغلقة التي تحتوي على أعمال فنية يجب أن تكون مزودة بأنظمة للكشف عن الحريق، وأجهزة لبث الإنذار وإجلاء الزوار.
هناك عدة أنواع من التكنولوجيات التي يمكن أن تكشف عن مبدأ الحريق الذي هو أهم عامل للحد من الأضرار. بعض أنواع المباني
يمكن أن تكون مجهزة لإطفاء الحريق تلقائياً.
نظم الكشف عن الحريق يجب أن تكون متصلة مع باقي الأنظمة، على سبيل المثال، يتحقق نظام الدوائر التلفزيونية المغلقة عن الوضع الحقيقي في منطقة التنبيه، وينسق التدخلات الضرورية.

#### نظم الرصد البيئي
نظم الحماية يمكن أن تُستكمل بنظم ملائمة للرصد البيئي، والتي هدفها رصد وتسجيل أهم العوامل التي قد تؤثر على الأعمال الفنية (الحرارة والرطوبة والضوء، والغلاف الجوي). 
ويجب أن تكون مرتبطة مع النظام المركزي لتسجيل التغيرات ألبئية عبر الوقت.

#### نظم الإشراف على لأنظمة التكنولوجية
جميع الأجهزة التكنولوجية يمكن تكون تحت الإشراف والمراقبة بواسطة نظام مركزي. كما هو الحال في أنظمة تكييف الهواء، والمصاعد، والمضخات، والإضاءة.
في حالات الطوارئ، القدرة على التدخل في السيطرة على هذه النظم هو عامل آخر لزيادة مستوى الأمن.

#### أنظمة مراقبة الزوار
في بعض الحالات الحرجة، حيث يمكن أن يكون هناك خطر حقيقي من الإرهاب أو التلف للأعمال ذات القيمة الاستثنائية، يجوز اعتماد تقنيات تشمل أجهزة مراقبة وكشف معادن، وماسحات ضوئية بالأشعة إكس، وأجهزة كشف المتفجرات لضمان أعلى معايير السلامة.

#### مركز تحكم
عنصر رئيسي آخر للنموذج الأمني الجديد لحماية 
التراث الثقافي هو مركز التحكم (Security Control Room)، على الصعيدين المحلي وعن بُعد، والتي ينبغي أن يؤمن التكامل التلقائي لجميع المعلومات الواردة من النظم الأمن الفرعية.
استخدام محطات الرصد عن بُعد يظهر العديد من الجوانب الإيجابية: 
- تحسين الفعالية، معروف أن الحماية المادية اليلية

غير فعالة، لانة يمكن التنبؤ بسهولة بوقت تغيير الدوريات. الرصد عن بعد يضمن استمرارية موثوقة للمراقبة.
- تقليل التكاليف: مركز واحد للتحكم عن بعد يمكن أن يرصد عشرات أو مئات من المواقع في وقت واحد وبكفاءة أكبر. وبالاخص الحماية الليلة / وفي الأعياد. مركز واحد للرصد في حالة العديد من المتاحف والمواقع الأثرية هو أكثر فعالية من حيث التكلفة؛ والتنسيق وتخطيط عمليات التدخل السريع.

### نموذج أمني جديد
تحسين نظم الأمن للمواقع الثقافية المهمة، تأتي عن طريق استخدام أحدث التقنيات التي هي قادرة على تلبية أي حاجة خاصة للحماية والوقاية.

### نهج جديد
مفهوم الأمن يرتبط ارتباطا مباشرا بمفهوم الخطر، أي احتمال حدوث حالة مدمرة. الدفاع ضد الخطر ليس حقيقة إحصائية، ولكنة متغير من يوم إلى يوم، بل من ساعة إلى ساعة. تتغير الوقاية، بتغيير البيئات والأماكن التي من الضروري حمايتها. 
فمن الواضح أن يكون هناك أسلوب منهجي لمعرفة المشاكل وإيجاد الحلول الممكنة لها. 
لذلك للحصول على نتائج ذات مغزى، فهو أمر أساسي ان يكون هناك ما يلي: 
- تحليل مناسب للمخاطر (Risk Analysis & Risk Assessment) يهدف إلى تخطيط أنشطة وقائية تقلل من احتمال حدوث أضرار محتملة
- تخطيط أخصائي يأخذ في الاعتبار مختلف العوامل والمتغيرات
- استخدام تقنيات مبتكرة
- توافر الخدمات الفنية المختصة ليلا ونهارا
- استخدام نظم الرصد والمراقبة عن بعد ليلا ونهارا
- إشراف فعال مع خطط عمل فعالة
- تدريب الموظفين

إنشاء نظام موثوق يجب أن يكون متكامل ومدار باستمرار من قبل نظام تحكم مركزي، قادر على رصد وتنسيق خطط تدخل سريع.

### مزايا الأمن
بالاعتماد على ما قُدم سابقاُ، فإنه من الضروري إعادة النظر في أمن الممتلكات الثقافية في جميع المراحل ليس من حيث التكلفة ولكن كأداة:
- للحد من السرقة
- لاحتواء الضرر
- لضمان أكبر قدر من الحماية لممتلكات الدولة
- لبث الثقة في المستخدمين
- لتوفير المزيد من الضمانات في مجال نقل الأعمال الفنية
- لتطوير السياحة
- لتخفيض تكاليف التأمين
- لتطبيق القواعد والإجراءات من قبل الموظفين

نموذج جديد من الأمن المتكامل، هو طريقة جديدة للتفكير وفقا لنهج علمي وتكنولوجي وإداري.
بالإضافة إلى ما ذكر سابقاً، في ما يلي هناك مواضيع أخرى تتعلق بالامن والسلامة في المواقع الأثرية.

## سلامة الزوار والمواقع الأثرية
الأمن ليس مسؤولية توكل للفنيين فقط، ولكن ينبغي أن يكون اهتمام جميع المهتمين بالمواقع الأثرية وخصوصاً الزوار. احترام القوانين والتدريب على السلامة، لها فعالية أكثر إذا كان بالإمكان الاعتماد على وعي واسع النطاق لهذه المشكلة. ترويج ثقافة السلامة
ينبغي ان يصبح نشاط الجميع، كل يوم، ويجب ألا تنحصر فقط على نص قواعد في كثير من الأحيان غير مفهومة.

### الوقاية والحماية
فرادة المواقع الأثرية يطرح العديد من القضايا التي ليس لها دائما استجابات معيارية موحدة، والتي يمكن ان تستمد من التجارب الأخرى.
لهذا ينبغي استنباط طرق مبتكرة، تسمح جزئيا بإعطاء أجوبة مناسبة للمشاكل الصعبة، وذلك من خلال مساعدة خبراء واستشاريين.

#### توصيات لحماية المواقع الاثرية
- ينبغي احاطة الموقع الأثري بسياج وأراضي مشجرة، وينبغي حراسته من قبل رجال أمن، بالتناوب ليلا ونهارا وعلى فترات منتظمة، وعلى طول المحيط.
- ينبغي أن يكون هناك مراقبة فيديو، ونقل جميع الصور إلى محطة مراقبة مركزية والتي يمكن أن تكون أيضا مركزا لإدارة حالات الطوارئ، ومتصلة مع الشرطة.
- ينبغي أن يكون هناك إضاءة جيدة في المناطق الرئيسية.
- يجب أن تتوفر لرجال الأمن سيارة بعجلات مناسبة قادرة على التحرك بسهولة على تضاريس الموقع التي عادة ما تكون صعبة.

##### سياج وأشجار
الأشجار تعمل على خفض الغبار، ويكون لها أثر إيجابي على نقاء الجو، وتساعد على مكافحة التلوث.
الأشجار تعمل كحاجز ضد الرياح وبالتالي منع تأثير الجلخ (abrasive) الذي تحدثه، وتساعد في الحفاظ على التربة وتعزز الجمال الطبيعي للموقع. وستعمل لحماية الزوار في موسم الصيف.
السياج الشائك سيساعد على:
- حماية الموقع من التعدي
- تحسين التدابير الأمنية
- منع دخول حيوانات المراعي، ولضرورة حفظ النباتات، والحفاظ على موقع نظيف وخال من القذارة، وكذلك لتفادي الأضرار التي يمكن ان تلحق بالهياكل

بالإضافة إلى أن إحاطة الموقع سيمنع من عمليات البناء بالقرب من الموقع، ومن عمليات الحفر غير القانونية.

### مبادرات منظمة للرصد والتحقق من سلامة الموقع
- إجراء مسح للمخاطر الزلزالية للمباني الأثرية حسب منهجية منظمة من قبل السلطات المختصة لتقييم وتخفيف المخاطر الزلزالية على التراث الثقافي. بهدف تحديد السلامة الهيكلية للمباني التاريخية وتحسيناتها تمشيا مع أسلوب البناء الأصلي.
- التحقق من سلامة المباني – عن طريق وضع منهجية لتقييم مدى استجابته هياكل مباني الموقع للأحداث الزلزالية.
- عمل دراسة للتعرف على التفاعلات بين المواقع الأثرية والأنواع المختلفة من طبقات التربة، والتغيرات التي أحدثتها الأنشطة البشرية على مر القرون،
- تصنيف الطبيعة الجيولوجية – إلى مناطق مستقرة، ومناطق غير مستقرة.
- تقييم الأنفاق الموجودة أصلاً في الموقع أو المحدثة لاحقاً (بالأخص تلك الغير قانونية). لان تلك الأنفاق يمكن أن تكون لأساس في تضخيم الموجات الزلزالية.

### توعية الزوار
العاملين في المواقع الأثرية يجب أن يعملوا لضمان أن الزوار، يتوصلوا إلى طريقة سلوك تتجنب المشاكل الأمنية، وخاصة عندما يكون المكان، وبالأخص المتاحف، له علاقة بأعمال الترميم إعادة التأهيل. ولذلك يجب على الجهات المختصة أن تتعهد بعمل بما يلي:
- مبادرات تعليمية بهدف تطوير الوعي لدى الرأي العام عن قيمة التراث الأثري في فهم الماضي، وعن التهديدات التي يتعرض لها هذا التراث ؛
- تسهيل وصول الزوار إلى المواقع الأثرية الهامة
- منع التداول غير المشروع لعناصر التراث الأثري

#### اجراءات لتحسين امن وسلامة الزوار في المواقع الأثرية
يطلب من الزوار 
- النزاهة القصوى في معاملة العاملين في الخدمات.
- عدم تجاوز حواجز الحماية ؛
- الاتكاء على العناصر الداعمة ؛
- الكتابة أو الطمس على الجدران ؛
- الركض في المسارات ؛
- التدخين، الأكل أو الشرب في المناطق المغلقة؛
- رمي ورق أو غيره؛
- النزاهة القصوى في معاملة الموظفين والالتزام بطلباتهم

عدم الامتثال لمتطلبات هذه اللائحة قد يؤدي إلى الطرد من المتحف
التصرفات المتعلقة بالمجموعات
- زيارة المجموعات ينبغي أن تجرى تحت إشراف مرافق، كمسؤول عن الامتثال للمعايير الواردة في هذه القواعد وعن سلوك المجموعة.
- ضرورية الحجز قبل زيارة المجموعات
- أعضاء المجموعة ينبغي أن يبقوا بالقرب من المرافق المسؤول وعدم إزعاج الزوار الآخرين.
- يجوز للإدارة في أي وقت، تقييد شروط دخول المجموعات، وهذا يتوقف على قدرة استقبال الموقع.
- الجولات برفقة مرشدين تجري فقط مع أدلة مرخص لها بمزاولة المهنة؛ أو مع معلمين في حالة الطلاب ؛ أو مع أشخاص مأذون لهم من قبل مديرية الموقع.

### النفايات الصلبة
جمع النفايات الصلبة والتخلص منها هي قضية أساسية لجذب السياحة. في المناخ الحار النفايات تتحلل بسرعة. وبالتالي، فإن مشكلة النفايات الصلبة هي واحدة من القضايا الرئيسية المتعلقة بالصحة والسلامة، فضلا عن كونها قضية بيئية.